# Solf

Solfs läge i Finland

Solf (finska: Sulva) är en ort belägen i Korsholms kommun, 17 km söder om Vasa (Finland). Med Munsmo och Rimal medräknade hade Solf 31 december 2017 ett invånarantal på 2072 personer, jämnt fördelade mellan könen, 1044 kvinnor och 1031 män. År 2006 vann Solf tävlingen "Bästa bostadsområdet i Finland 2006". 
År 2017 var 84 procent av befolkningen svenskspråkiga medan 14 procent hade finska som modersmål, och 2% hade ett annat modersmål. År 1960 var emellertid 96,7 procent svensktalande. 

## Historia
En stor del av Solf var tidigare skärgård. Enligt en gammal bygdesägen skulle ett tyskt skepp en gång ha förlist utanför Solf, och endast två av besättningen räddade sig i land. En av sjömännen, som tog sig upp på ett skär hette Solf eller Sylf, därav fick byn sitt namn. Landhöjningen har gjort de forna vikarna användbara till odlingar och bebyggelse. Söderfjärden låg länge under vatten men omvandlades genom torrläggning till ett odlingsområde 1919–1927.
Ortsnamnet Solf omnämns för första gången år 1440 i historiska källor. Då fastställde den tillfällige lagmannen i Österbotten, Olof Svärd, rågången mellan Kvevlax och Veikars vid tinget i Mustasaari socken. I nämnden satt bland andra "Jacob Andersson i Solffuo". Eftersom namnet Solf skrivs med dekorativ stavning uttalas Solf som "Solv" eller "Sålv".
Solfs historia behandlas i böckerna Solf sockens historia, Kyrkoby folkskola i Solf och Solf kyrka och dess minnen av folkskolläraren Gunnar Rosenholm. Han gav sig ut i byarna på 1930-, 1940-, 1950- och 60-talet för att samla in allmogeföremål och folkminnen. Utgående från detta material har Rosenholm beskrivit allmogekulturen i Solfbyarna och Munsmo i sina sockenhistorier.
Vid en kommunsammanslagning år 1973 överfördes byn Sundom i Solf till Vasa, medan övriga Solf med bland annat byn Långmossen ingick i Korsholm.

## Sevärdheter
- Stundars – Stundars är ett friluftsmuseum, en österbottnisk hantverkarby, ett centrum för konst och kammarmusik och en lekvall för familjen
- Söderfjärden – Det gamla pumphuset som är beläget invid Söderfjärden inrymmer en bildutställning som beskriver Söderfjärdens historia.
- Solfs kyrka – Kyrkan stod färdiginredd i maj 1786, invigdes på trefaldighetssöndagen och fick namnet Heliga Trefaldighetskyrkan.